# Уилям Бентинк, 1-ви Граф на Портланд
Уилям Бентинк, 1-ви Граф на Портланд (1645-1709), е английски благородник, син на Хендрик Бентинк. Бил е фаворит на Уилям III Оранжки. Той е бил твърд, чувствителен, сдържан и обикновено умерен човек.

## Биография
Ханс Уилям е син на Бернард барон Бентинк от Дипенхайм и произлиза от древна и аристократична фамилия на Гелдерните и Оверейселите. Когато през 1675 принца се разболява от дребна шарка Бентинк се грижи за него усърдно и това посвещаване му осигурява специално и продължително приятелство с Уилям III. Оттук нататък Бентинк има доверието на принца и в тяхната кореспонденция Уилям е много откровен.